# Harry Webster
Harry Webster (Sheffield, 2 agosto 1930 – Bolton, 2 aprile 2008) è stato un calciatore inglese, di ruolo attaccante.

## Carriera
Dopo aver giocato nelle giovanili dei semiprofessionisti del Woodburn Webster nel 1949 passa al Bolton, club della prima divisione inglese, con il quale all'età di 17 anni, durante la stagione 1949-1950, esordisce tra i professionisti giocando 2 partite nella prima divisione inglese; l'anno seguente, a soli 18 anni, si guadagna un posto da titolare nei Trotters, mettendo a segno 15 reti in 31 partite di campionato. Anche nella stagione 1951-1952, pur senza raggiungere le vette realizzative toccate nell'annata precedente, gioca e segna con buona continuità, totalizzando 21 presenze e 8 reti. Dal 1952 al 1954, invece, perde il posto in squadra: nella stagione 1952-1953 realizza una rete in 7 presenze, e l'anno seguente segna 4 reti ma in sole 6 partite giocate; torna a trovare maggior spazio nella stagione 1954-1955, durante la quale è autore di 7 reti in 21 partite di campionato, ma si tratta di fatto della sua ultima stagione da protagonista nel club: pur rimanendo in rosa sia nella stagione 1955-1956 che nella stagione 1956-1957, infatti, gioca in tutto 10 partite in due campionati (con anche 3 gol segnati) arrivando così ad un totale di 98 presenze e 38 reti in incontri di campionato, tutti in prima divisione, con la maglia del Bolton. Successivamente si trasferisce al Chester City, club di quarta divisione, con cui rimane in rosa per un triennio senza giocare mai con continuità (colleziona infatti 34 presenze e 11 reti totali con il club), per poi andare a chiudere la carriera ai semiprofessionisti del Chorley.
In carriera ha totalizzato complessivamente 132 presenze e 49 reti nei campionati della Football League.